# Попов, Сергей Петрович (полковник)
Сергей Петрович Попов (1882—1959) — подполковник 10-го уланского Одесского полка, участник Белого движения на Юге России.

## Биография
Из дворян Калужской губернии. Среднее образование получил в Калужской гимназии.
В 1904 году окончил Тверское кавалерийское юнкерское училище, откуда выпущен был корнетом в 29-й драгунский Одесский полк. Произведен в поручики 1 сентября 1908 года, в штабс-ротмистры — 10 сентября 1912 года.
В Первую мировую войну вступил в рядах 10-го уланского Одесского полка. За боевые отличия был награжден всеми орденами до ордена Св. Владимира 4-й степени включительно. Произведен в ротмистры 5 ноября 1916 года «за отличия в делах против неприятеля», в подполковники — 1 апреля 1917 года со старшинством с 1 июля 1916. В 1917 году успешно окончил 2½-месячные подготовительные курсы Николаевской военной академии, был назначен и. д. начальника штаба 3-го кавалерийского корпуса. Участвовал в походе генерала Крымова на Петроград и в боях под Петроградом в октябре 1917 года.
В Гражданскую войну участвовал в Белом движении на Юге России. С 1918 года — в Донской армии, где пытался сформировать 10-й уланский полк. На 25 июля 1919 года — начальник конного отделения Донской офицерской школы, затем в штабе донского атамана Краснова, командовал сводным кавалерийским полком. В 1920 году — в Русской армии в Крыму, в 1-й кавалерийской дивизии, затем в 1-м кавалерийском полку. В октябре 1920 года был назначен командиром 7-го кавалерийского полка, в каковой должности оставался до эвакуации Крыма. Был произведен в полковники и награждён орденом Св. Николая Чудотворца. Галлиполиец, командир 1-го кавалерийского полка.
В эмиграции в Югославии, жил в Любляне. Был командиром 4-го кавалерийского полка, состоял членом Общества офицеров Генерального штаба. В годы Второй мировой войны служил в Русском корпусе, был командиром конного взвода 2-го полка, на 24 февраля 1945 года — командир конного взвода 4-го полка (в чине обер-лейтенанта). После войны жил в Австрии, затем переехал в дом престарелых в Каннах, где и скончался в 1959 году. Его жена Фаина Константиновна умерла в 1939 в Панчеве, а сын Пётр после мировой войны переехал в Венесуэлу.

## Награды
- Орден Святого Станислава 3-й ст. (ВП 28.02.1910)
- Орден Святой Анны 3-й ст. (ВП 8.04.1914)
- Орден Святой Анны 2-й ст. с мечами (ВП 22.01.1915)
- Орден Святого Станислава 2-й ст. с мечами (ВП 1.02.1915)
- Орден Святого Владимира 4-й ст. с мечами и бантом (ВП 6.03.1915)
- Орден Святителя Николая Чудотворца (Приказ № 31, 24 января 1921)